# سباستین هررا
سباستین هررا (انگلیسی: Sebastián Herrera؛ زادهٔ ۲۲ آوریل ۱۹۶۹) بازیکن فوتبال اهل دانمارک است.
از باشگاه‌هایی که در آن بازی کرده‌است می‌توان به باشگاه فوتبال اسپانیول، باشگاه ورزشی رئال مایورکا، باشگاه فوتبال بارسلونا سی، باشگاه فوتبال لاس پالماس، باشگاه فوتبال بارسلونا بی، باشگاه ورزشی فارنسی، و باشگاه فوتبال بارسلونا اشاره کرد.
وی همچنین در تیم‌های ملی فوتبال زیر ۱۶ سال اسپانیا، زیر ۱۸ سال اسپانیا، و کاتالونیا بازی کرده‌است.